# Oxyethira gomera
Oxyethira gomera är en nattsländeart som beskrevs av Darcy B. Kelley 1984. Oxyethira gomera ingår i släktet Oxyethira och familjen smånattsländor. Inga underarter finns listade i Catalogue of Life.